# Sattel-Spitzkopfkugelfisch
Der Sattel-Spitzkopfkugelfisch (Canthigaster valentini) lebt im Roten Meer und im Indopazifik von der Küste Ostafrikas bis Südafrika, Japan, Tuamotu und der Lord-Howe-Insel in Tiefen von 1 bis 55 Metern in Korallenriffen. Wie die meisten Arten seiner Gattung bleibt er mit einer Maximallänge von 10 Zentimeter recht klein.
Er ernährt sich von Rot- und Grünalgen, sowie von kleinen Wirbellosen, wie kleine Stachelhäuter, Borstenwürmer, Weichtiere und Moostierchen.

## Fortpflanzung
Sattel-Spitzkopfkugelfische leben in Haremsverbänden, in dem ein Männchen ein Großrevier mit einem bis sieben territorialen Weibchen kontrolliert. Sie laichen jeden Tag in den Morgenstunden mit einem anderen Weibchen des Harems ab. Als Laichsubstrat suchen die Weibchen ein Algenpolster aus. Männchen, die keinen Harem besitzen, versuchen in bestehende Harems einzudringen, um mit einem Weibchen abzulaichen. Bei einer Konfrontation mit dem Haremsbesitzer ahmen sie ein balzendes Weibchen nach, um einen Kampf zu vermeiden.

## Schwärme
Hin und wieder bilden die Fische kleine Schwärme mit bis zu 100 Tieren. Diesen Schwärmen schließen sich einzelne Exemplare des Schwarzsattel-Feilenfisch (Paraluteres prionurus) an. Dieser ahmt Körperfarbe und Körperform, besonders aber die Sattelflecken des Sattel-Spitzkopfkugelfisches nach (Mimikry), der wie alle Kugelfische eine giftige Haut und Organe hat. Die Feilenfische sind so vor Fressfeinden geschützt. Sie stellen nie mehr als 5 % des Schwarmes.

## Aquaristik

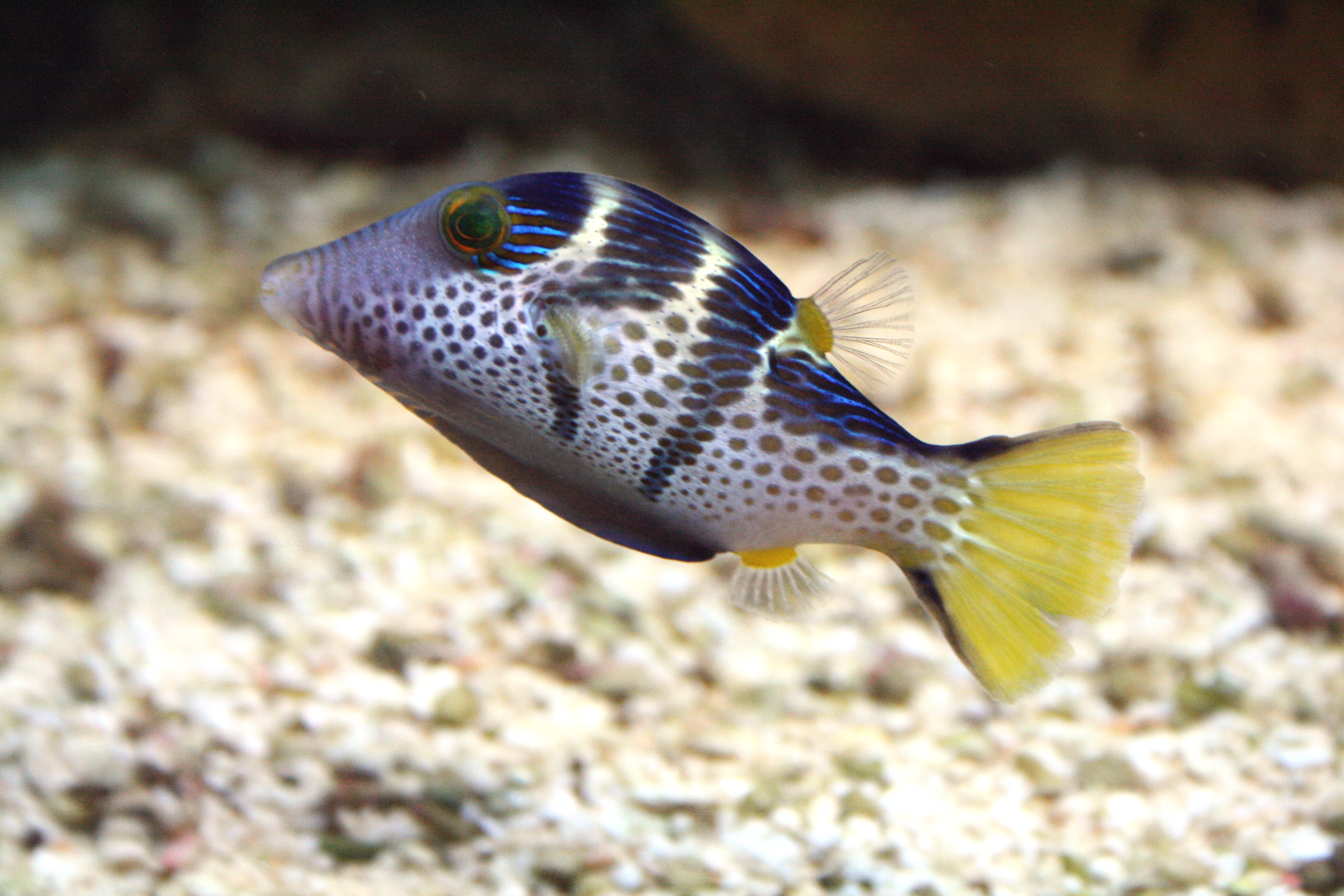
Männchen (mit türkisfarbenen Streifen hinter dem Auge) im Prague sea aquarium

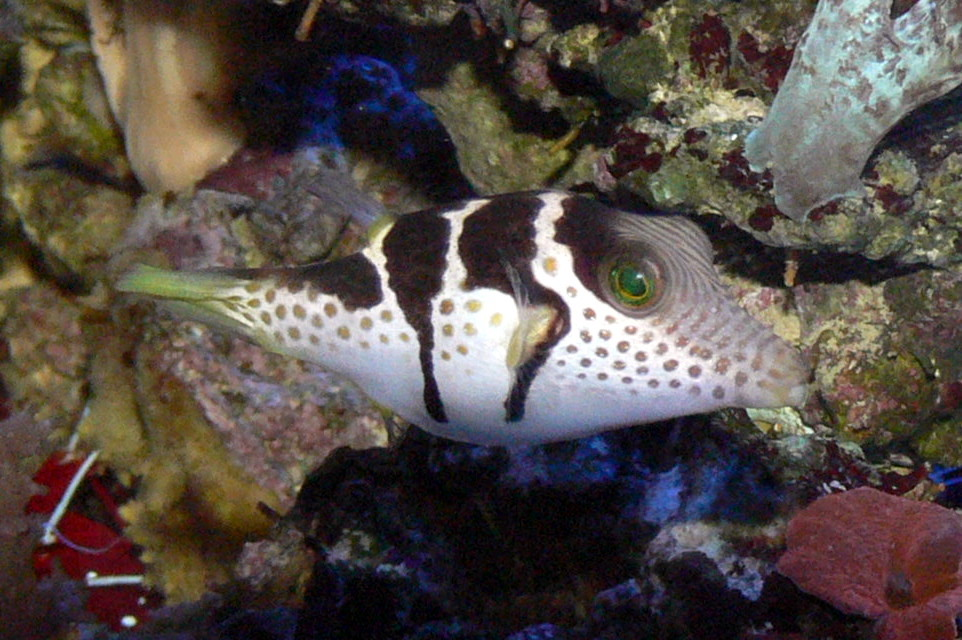
Weibchen (schwarz hinter den Augen) in einem privaten Korallenriffaquarium

Der Sattel-Spitzkopfkugelfische ist als Pflegling im Korallenriffaquarium geeignet. Normalerweise gehen sie nicht an Korallen. Das Aquarium sollte mit Lebendgestein eingerichtet sein und schon eine längere Standzeit haben, damit sich eine vielfältige Fauna aus wirbellosen Kleinlebewesen ausbreiten konnte. Der Kugelfisch wird ständig auf der Suche nach Fressbarem sein und einen großen Teil seiner Nahrung im Aquarium finden.
Die größte Gefahr in der Gefangenschaft ist, dass sich die Zähne bei einer reinen Fütterung mit größerem, satt machendem Frostfutter nicht genug abwetzen. Dadurch können sie so stark wachsen, dass das Tier nicht mehr fressen kann und schließlich verhungert. Um das zu verhindern kann man kleines Frostfutter wie Cyclops füttern, das sich im Aquarium verteilt und auf der Steindekoration niedergeht. Die Fische lernen, dass sie immer auf den Steinen Nahrung finden und immer wieder an den Steinen nagen, so dass sich die Zähne ständig abnutzen. In einem mittelgroßen Aquarium kann man ein einzelnes Tier halten, in einem großen ein Paar.